# Piirsalu
Koordinaten: 59° 3′ N, 24° 2′ O
Piirsalu (deutsch Piersal) ist ein Dorf (estnisch küla) in der Landgemeinde Lääne-Nigula im Kreis Lääne in Estland. Bis 2013 gehörte es zur Landgemeinde Risti.

## Einwohnerschaft und Lage

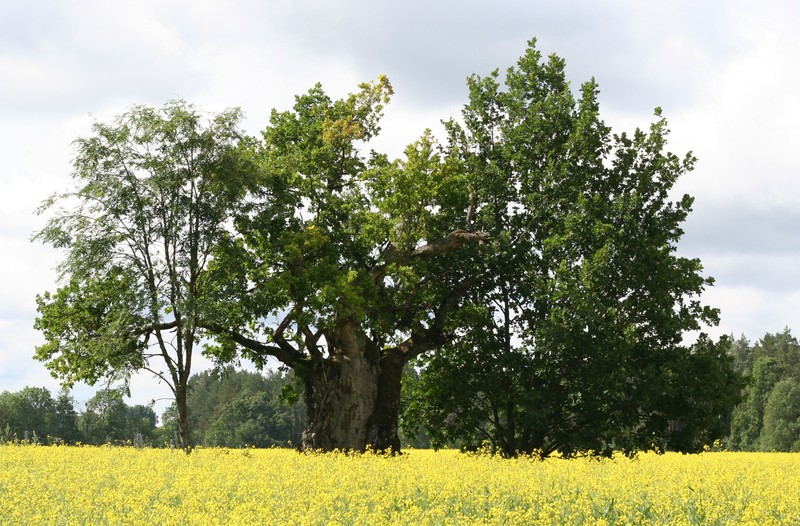
Eiche am Dorfrand

Piirsalu liegt sechs Kilometer nördlich des Dorfes Risti. Von 1926 bis 1950 war Piirsalu eine eigenständige Landgemeinde. Die heutigen Dorfgrenzen entstanden mit der Kommunalreform 1977. Damals wurde die Kleinstdörfer Kabeli, Valkse, Vanamaa und Annamõisa mit Piirsalu vereinigt.
Der Ort hat heute 172 Einwohner (Stand 31. Dezember 2011). Östlich des Dorfkerns fließt der 21 km lange Fluss Piirsalu jõgi.

## Geschichte
Der Ort wurde erstmals 1518 unter dem Namen Pirsell urkundlich erwähnt. Im 17. Jahrhundert wurde das Gut von Piirsalu unter dem Namen Piersal vom Gut Kuijõe abgetrennt. Es gehörte zunächst der Familie Schreitenfeld, anschließend den Familien Blanckenhagen und Schulmann. Ende des 18. Jahrhunderts kaufte es Cornelius von zur Mühlen (1756–1815).
Von 1794 bis zur Enteignung im Zuge der estnischen Landreform 1919 stand das Gut im Eigentum der adligen deutschbaltischen Familie von zur Mühlen. In der Zwischenkriegszeit wurde das Anwesen von der paramilitärischen Organisation Kaitseliit genutzt.
Wahrscheinlich vor der Mitte des 19. Jahrhunderts entstand das Herrenhaus von Piirsalu mit seinen zahlreichen Nebengebäuden. Heute sind nur noch die Ruinen erhalten.

## Sehenswürdigkeiten
Eine Kapelle aus Holz ist seit dem 16. Jahrhundert belegt, als die Reformation in Estland Wurzeln schlug.
Die heutige evangelisch-lutherische Kirche von Piirsalu wurde auf Initiative des Gutsherrn Arthur von zur Mühlen nach vierjähriger Bauzeit im September 1863 eingeweiht. Der Steinbau umfasst 400 Sitzplätze.
Das Gotteshaus im neogotischen Stil wurde von dem Baumeister Jakob Olli ausgeführt, der sich an den Dorfkirchen in Deutschland ein Vorbild nahm. An den Wänden der Kirche hängen die Kopien von Gravuren des Künstlers Frédéric de Widt. Die Werke aus dem 17. Jahrhundert zeigen den Kreuzweg. Die Originale befinden sich im Läänemaa muuseum in Haapsalu. Das Altarbild ist die Kopie eines Gemäldes des Renaissance-Malers Antonio da Correggio (1494–1534). Es stellt die Geburt Christi dar.
Sehenswert ist auch der historische Krug an der Überlandstraße, die die Städte Keila und Haapsalu verbindet. Das Gebäude mit Poststation und seinen beiden Ställen stammt aus der ersten Hälfte des 19. Jahrhunderts.

## Raketenbasis
Während der sowjetischen Besetzung Estlands befand sich nahe dem Ort eine der größten Raketenbasen der Estnischen SSR. Dort waren Raketen des Typs R-12 stationiert.